# Шамир, Ицхак
Ицхак Шами́р (ивр. יצחק שמירо файле‎, при рождении — Ицхак Езерницкий (идиш יצחק יעזערניצקי‎, бел. Іцхак Езярніцкі); 15 октября 1915, Ружаны — 30 июня 2012, Герцлия) — израильский политик, седьмой премьер-министр Израиля (занимал должность дважды), был председателем Кнессета и министром иностранных дел. До 1948 года был одним из руководителей подпольной террористической организации Лехи. Работал на высоких должностях в «Моссаде».

## Биография

### Юность и Лехи
Ицхак Шамир (Езерницкий) родился 15 октября 1915 года в Ружанах Гродненской губернии. Учился в гимназии в Белостоке. В 1934 году начал изучать юриспруденцию в Варшавском университете, но не окончил обучение, так как, будучи членом движения «Бейтар» и сионистом, предпочёл в 1935 году эмигрировать в Палестину. После переезда он учился в Еврейском университете в Иерусалиме, но в 1937 году присоединился к подпольной организации «Иргун» («Эцель»), активно участвуя в её деятельности. Его семья осталась в Польше и была уничтожена в ходе Холокоста.
В 1940 году организация «Лехи» откололась от «Иргуна» из-за того, что лидер последнего, Давид Разиэль, приказал приостановить борьбу с англичанами на время Второй мировой войны. Шамир выбрал путь Авраама Штерна и перешёл в «Лехи».

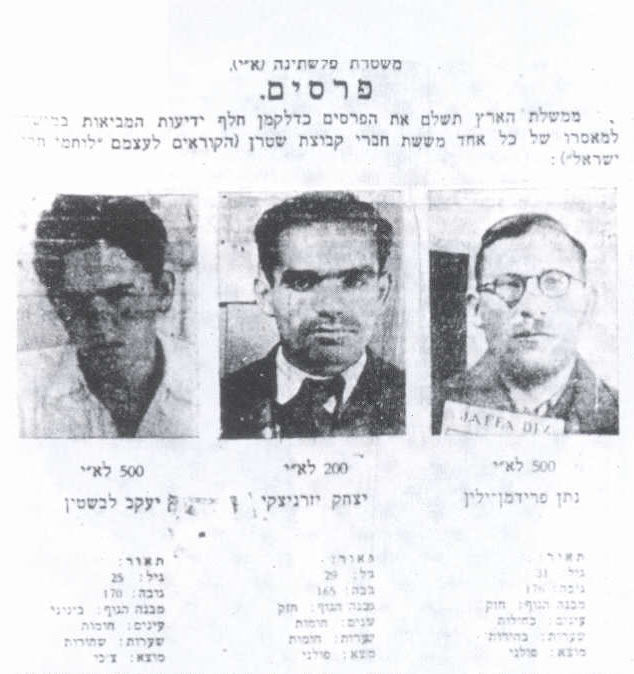
Плакат британской полиции в Палестине, предлагающий награду за захват членов «банды Штерна» (Лехи). Ицхак Езерницкий (Шамир) изображён в центре плаката

В декабре 1941 года Ицхак Шамир был арестован и находился и заключении в тюрьме возле кибуца Мизра, когда 12 февраля 1942 года англичанами был убит глава «Лехи» Авраам Штерн. В сентябре 1942 года Шамир бежал из тюрьмы.
По возвращении из тюрьмы он присоединился к руководству «Лехи», которое после смерти Штерна было коллективным, так как не нашлось человека, достойного заменить Авраама Штерна. После убийства (предположительно, по приказу Шамира) Элияху Гилади, известного своими экстремистскими взглядами, руководство Лехи состояло из триумвирата: Ицхака Шамира, Исраэля Эльдада и Натана Елин-Мора.
Ицхак Шамир был инициатором таких операций «Лехи» в 1944 году, как попытка убийства британского Верховного комиссара Палестины Гарольда Макмайкла и убийство лорда Эдварда Гиннесса. Даже будучи премьер-министром Израиля, он продолжал числиться в британских списках террористов.
Летом 1946 года Шамир был арестован и в этот раз депортирован в Эритрею, оттуда через 5 месяцев бежал в Париж, где получил политическое убежище.
20 мая 1948 года вернулся в Израиль и возобновил свою деятельность в «Лехи» и, в том числе, принял активное участие в убийстве 17 сентября 1948 года посредника ООН шведского графа Фольке Бернадотa.

### Политика
После основания государства Шамир занимался частным бизнесом (прокладка дорог, завод по переработке резины).
В 1955 году был приглашён в израильскую разведку «Моссад» её тогдашним директором Иссером Харелем и достиг там должности начальника европейского отдела. В 1965 году Шамир оставил «Моссад» и вернулся в частный бизнес. В 1969 году присоединился к партии Херут, предшественнице современного Ликуда. В 1974 году был избран в кнессет как представитель Ликуда. В 1975 году стал лидером партии.
В восьмом кнессете был членом парламентской комиссии по иностранным делам и обороне. После так называемого «Переворота» (когда партия Авода впервые в истории Израиля уступила право сформировать правительство Ликуду) в 1977 году, стал председателем кнессета.
В 1979 году, после того как Моше Даян оставил место министра иностранных дел, этот пост в течение пяти месяцев занимал Менахем Бегин, а 10 марта 1980 года он передал его Ицхаку Шамиру.

### Премьер-министр

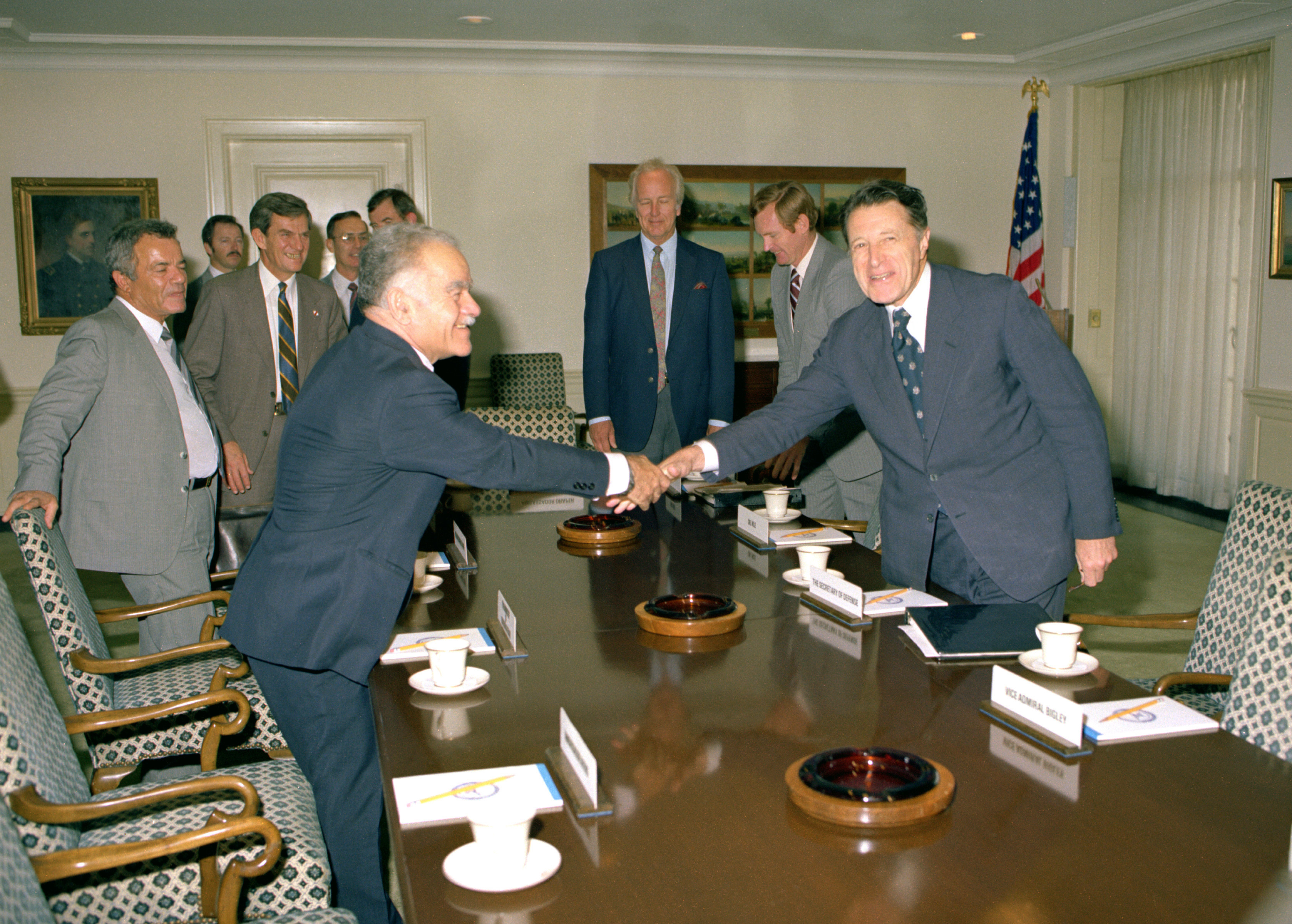
Ицхак Шамир и Каспар Уайнбергер (1982)

28 августа 1983 года Менахем Бегин сообщил, что больше не может быть премьер-министром Израиля. После ухода Бегина Шамир стал председателем Ликуда, а 11 октября 1983 года — премьер-министром Израиля.
Ицхак Шамир получил страну в тяжёлом состоянии: Армия обороны Израиля оккупировала юг Ливана, финансовое положение было в плачевном состоянии, общество было расколото на правых и левых. Из-за раскола в обществе во время антивоенной демонстрации был убит активист движения «Шалом Ахшав» Эмиль Гринцвейг.
Первым действием Шамира как премьер-министра было снижение стоимости шекеля на 23 %. Торговля на бирже была приостановлена на десять дней, стоимость акций упала, правительству пришлось скупать акции банков, инфляция подскочила к октябрю 1983 года до 21,1 %.
В Ливане 4 ноября 1984 года смертник взорвал себя, унеся жизни 60 человек, из которых 28 солдат Армии обороны Израиля. Сопротивление израильским войскам в Ливане возрастало, Израиль терял солдат почти ежедневно. Израиль согласился обменять шестерых солдат на 4700 арабских повстанцев.
6 декабря 1983 года произошёл взрыв в автобусе в Иерусалиме. В апреле 1984 года случился крупный скандал, связанный с убийством сотрудниками «Шабак» задержанных палестинских террористов. После того как этот факт стал достоянием прессы, «Шабак» безуспешно пытался помешать расследованию, которое начал Шамир.
27 апреля 1984 года «Шабак» обнаружил еврейскую террористическую группировку «Хамахтерет Хаехудит» («Еврейское подполье»), которая была ответственна за нападения на израильских арабов.
На фоне всего происходящего в стране казалось[кому?] маловероятным, что Шамир останется премьер-министром. Несмотря на это, он заработал 59 % голосов на внутренних выборах в Ликуде против 41 % у хорошо известного, но не слишком популярного Ариэля Шарона.

### Первое правительство национального единства

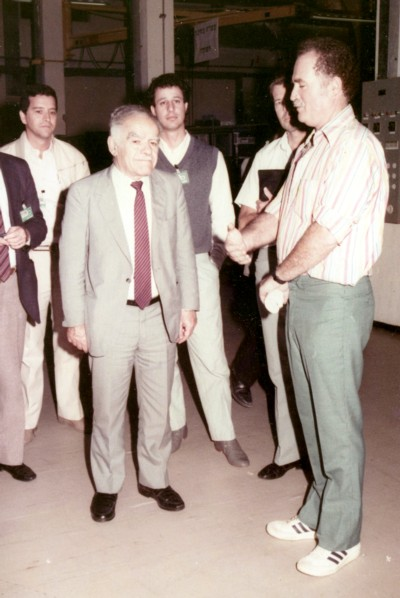

Несмотря на то, что казалось, что Маарах придёт к власти, Ицхаку Шамиру удалось это предотвратить. Количество мест в Кнессете, занимаемое Ликудом, сократилось с 48 до 41. Шамиру не удалось создать правительство, президент страны Хаим Херцог предложил создать правительство лидеру Маараха, Шимону Пересу. После неудачи Переса президент лично собрал правительство (правительство национального единства) которое возглавлял первые два года (с 13 сентября 1984) Шимон Перес, а вторые два года (с 20 октября 1986) Ицхак Шамир; такая программа получила название «Ротация».
Перед новым правительством были две основные задачи: снижение инфляции и вывод Армии обороны Израиля из Ливана. Программа стабилизации экономики в 1985 году значительно уменьшила инфляцию. Программа Ицхака Рабина, министра обороны, по выводу Цахала из Ливана не понравилась Шамиру, но тем не менее она была одобрена большинством. Была исполнена в 1985 году.
В 1985 году, после обмена 1150 террористов на трёх израильских солдат, Шамир сказал, что «недопустимо чтобы убийцы террористы были отпущены, а евреи, борющиеся против них, сидели бы в тюрьме» и предложил издать спецуказ по амнистии членов группировки Хамахтерет Хаехудит. Предложение было отвергнуто Кнессетом в 1987 году, но сроки заключения евреям были значительно уменьшены.
С началом правления Шамира он продолжил расследование против Эхуда Ятома, было обнаружено, что Шабак пытался скрыть улики против него. В конце концов президент Хаим Херцог предоставил помилование замешанным в этом деле членам Шабака, для того чтобы не выдавать их внутренние секреты, которые были важны для безопасности страны.
25 ноября 1987 года арабский террорист проник на базу Армии обороны Израиля недалеко от Кирьят-Шмона и убил шестерых солдат. Через несколько дней началась так называемая «Первая Интифада». Ицхак Шамир и Ицхак Рабин решили действовать «твёрдой рукой» против арабских террористов. Мировое телевидение показывало кадры, где израильские солдаты производят массовые аресты, стреляют в сторону детей, швыряющих камни, разрушают дома. Это вызвало волну антиизраильских митингов по всему миру. Убийство Абу Джихада, который считался зачинщиком Интифады в Тунисе 16 апреля 1988 года, не привело к уменьшению беспорядков. Цахалу не удалось подавить Интифаду.

### Второе правительство национального единства
1 ноября 1988 года были выборы в двенадцатый Кнессет. После выборов Ликуд, религиозные партии и другие правые получили 65 мандатов. Несмотря на это, Шамир встретил трудности из-за требований религиозных партий. В результате правительство национального единства было создано повторно, Шимон Перес получил должность министра финансов, а Рабин сохранил за собой пост министра обороны. Шамир был главой радикально разрозненного правительства. Незаконные связи Эзера Вейцмана с организацией ООП (Организация освобождения Палестины) привели к окончательному развалу правительства. После этого Шамир собрал новое праворелигиозное правительство, Авода ушла в оппозицию.
В ночь с 16 на 17 января 1991 года США в коалиции с арабскими странами (Саудовская Аравия, Египет и Сирия) начали наземные боевые действия против Ирака. Президент Ирака Саддам Хусейн сделал попытку втянуть Израиль в войну и тем самым лишить США поддержки арабских государств, часть которых заранее объявили, что не будут участвовать в военной кампании на одной стороне с Израилем. 39 иракских ракет упали на территорию Израиля, но Шамир не поддался на провокацию.
После ослабления Ирака политическая карта изменилась. В то время Израиль принимал большую волну репатриантов из Советского Союза и нуждался в финансовом кредите. 12 сентября 1991 года президент США Джордж Буш заявил, что кредит (точнее, американские гарантии, делавшие кредит возможным) Израиль получит только при условии, что Израиль будет участвовать в международной конференции о мире и прекратит строительство в еврейских поселениях.
В 1991 году количество жертв терактов было рекордным со времён Войны за независимость — 101 человек. В результате этого, а также в результате согласия на участие в Мадридской конференции, против которой выступали его сторонники «справа», Шамир потерял поддержку избирателей, и партия Авода во главе с Ицхаком Рабином пришла к власти. Через день после выборов Ицхак Шамир объявил о своей отставке с должности лидера Ликуда и вернулся в Тель-Авив. В 1996 году покинул Кнессет и вышел на пенсию, однако продолжал изредка давать интервью и проявлять политическую активность.

### После отставки

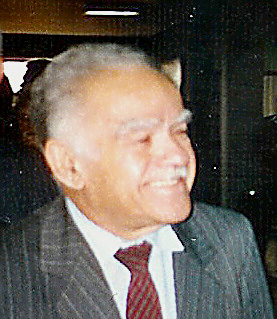
Ицхак Шамир. 2006 год

Уйдя из политики, Шамир тихо жил в Тель-Авиве, изредка появлялся на экранах с критикой премьер-министров, а затем поселился в доме престарелых «Герцлия цаира» в одноимённом микрорайоне города Герцлии. В 1994 году написал и издал автобиографию. Оставался одним из старейших политиков XX века, живших на планете. Умер 30 июня 2012 года на 97-м году жизни.
Ицхак Шамир всегда жил скромно, предпочитал общество старых товарищей из «Лехи».
Ицхак был женат на Шуламит Шамир, с которой прожил 67 лет. Она скончалась 29 июля 2011 года в возрасте 88 лет. Отец двоих детей: Яира (названного в честь Авраама Штерна) и Гильады.